# دوغ بينيت (مغني)
دوغ بينيت هو مغني كندي، ولد في 31 أكتوبر 1951 في تورونتو في كندا، وتوفي في 16 أكتوبر 2004 في كالغاري في كندا.

## وصلات خارجية
- دوغ بينيت على موقع IMDb (الإنجليزية)
- دوغ بينيت على موقع ميوزك برينز (الإنجليزية)
- دوغ بينيت على موقع ديسكوغز (الإنجليزية)